# 무저갱
무저갱(無底坑, 영어: abyss)이란 여러 종교에서 등장하는 바닥이 없는 구덩이로, 지하 세계나 지옥 따위로 연결되는 곳이다. 영어로 abyss라고 하며 이는 바닥이 없고 불가해하고 경계가 없는 것을 의미하는 그리스어 낱말(고대 그리스어: ἄβυσσος 아뷔쏘스)에서 비롯된 것이다.

## 같이 보기
- 압주